# مغارة فينجروتن

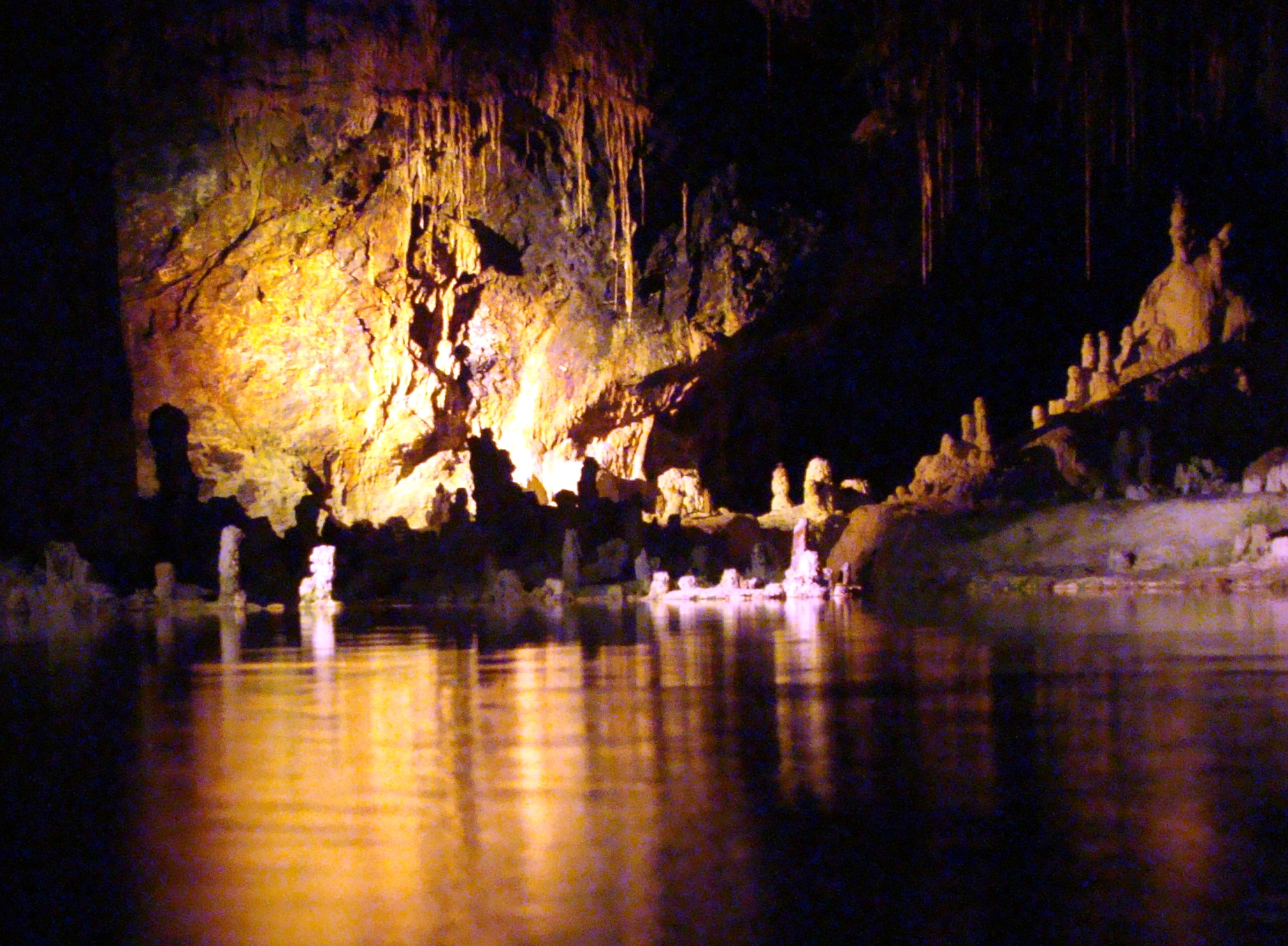

مغارة فينجروتن في ألمانيا (بالألمانية: Feengrotten) هي مغارة من أجمل مغارات العالم، موجودة في ولاية تورنغن. كانت في الماضي منجم يستخرج منه خام الحديد والعديد من من المعادن الخام ذات ألوان زاهية. بعد انتهاء عمل المنجم فتح جزؤه الجميل للجمهور لما فيه من أشكال حجرية مختلفة الألوان، يتخيل الزائر بأنها أشكال جنيات وحوريات، ولهذا سميت «مغارة الحوريات».

## منجم للعرض
دخلت مغارة فينجروتن قائمة موسوعة غينيس للأرقام القياسية في عام 1993 :«كأجمل كهف في العالم بألوانه وأشكاله». تتميز بأشكال وألوان خلابة تعود إلى التكوين المعدني لهذا المنجم الذي استخرج منه الحديد ومواد أولية أخرى ذات ألوان مختلفة. فيه نحو 100 أطياف للون البني وحده. من المواد التي كانت تستخرج من منجم فينجروتن الكربونات والفوسفات والكبريتات والسليكات وغيرها وكانت تستخرج لصناعة الألوان ومختلف أنواع الطلاء.
يزورها السياح من مختلف أنحاء العالم بمعدل نحو 240.000 زائر سنويا.

## صور

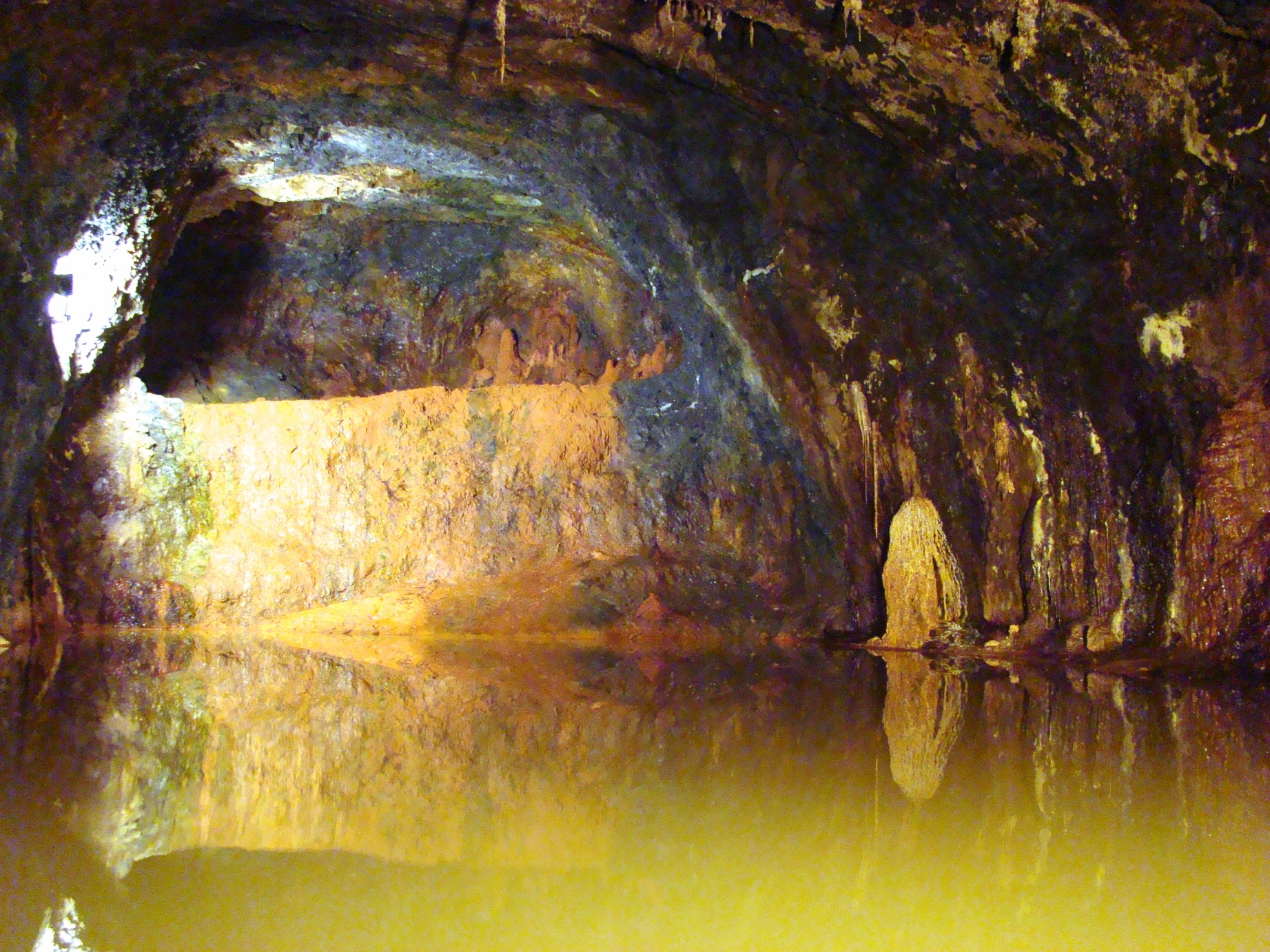
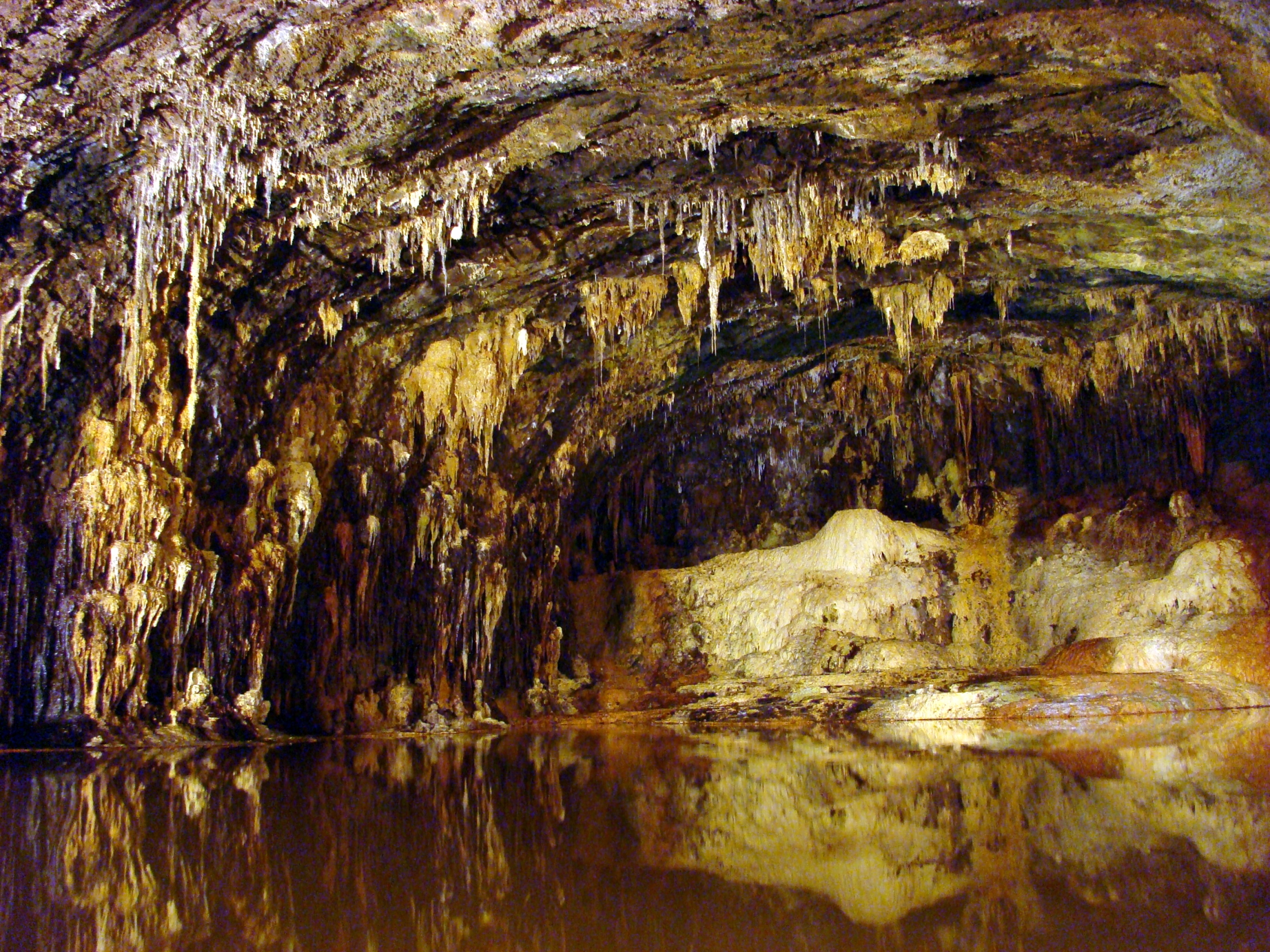
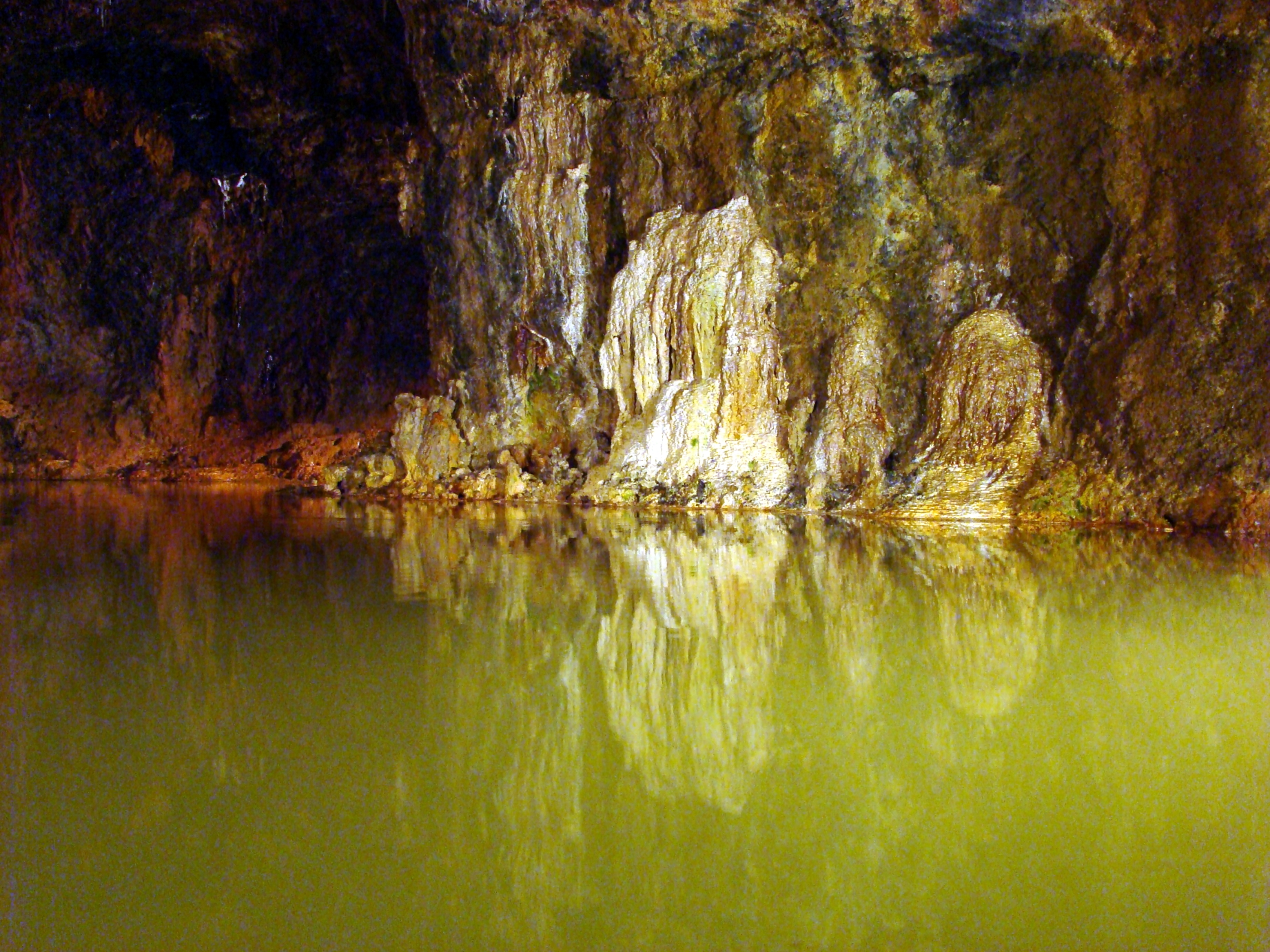
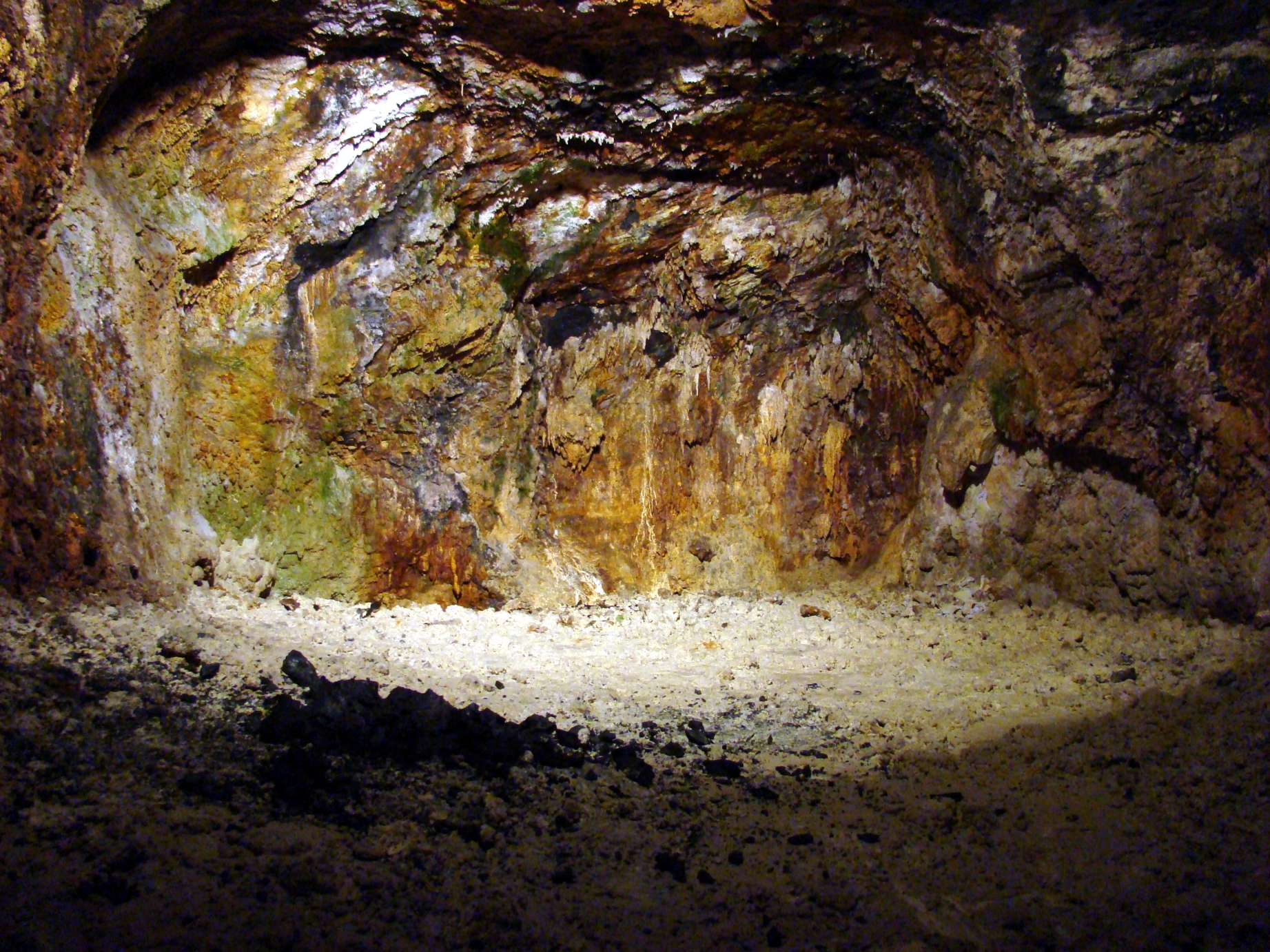
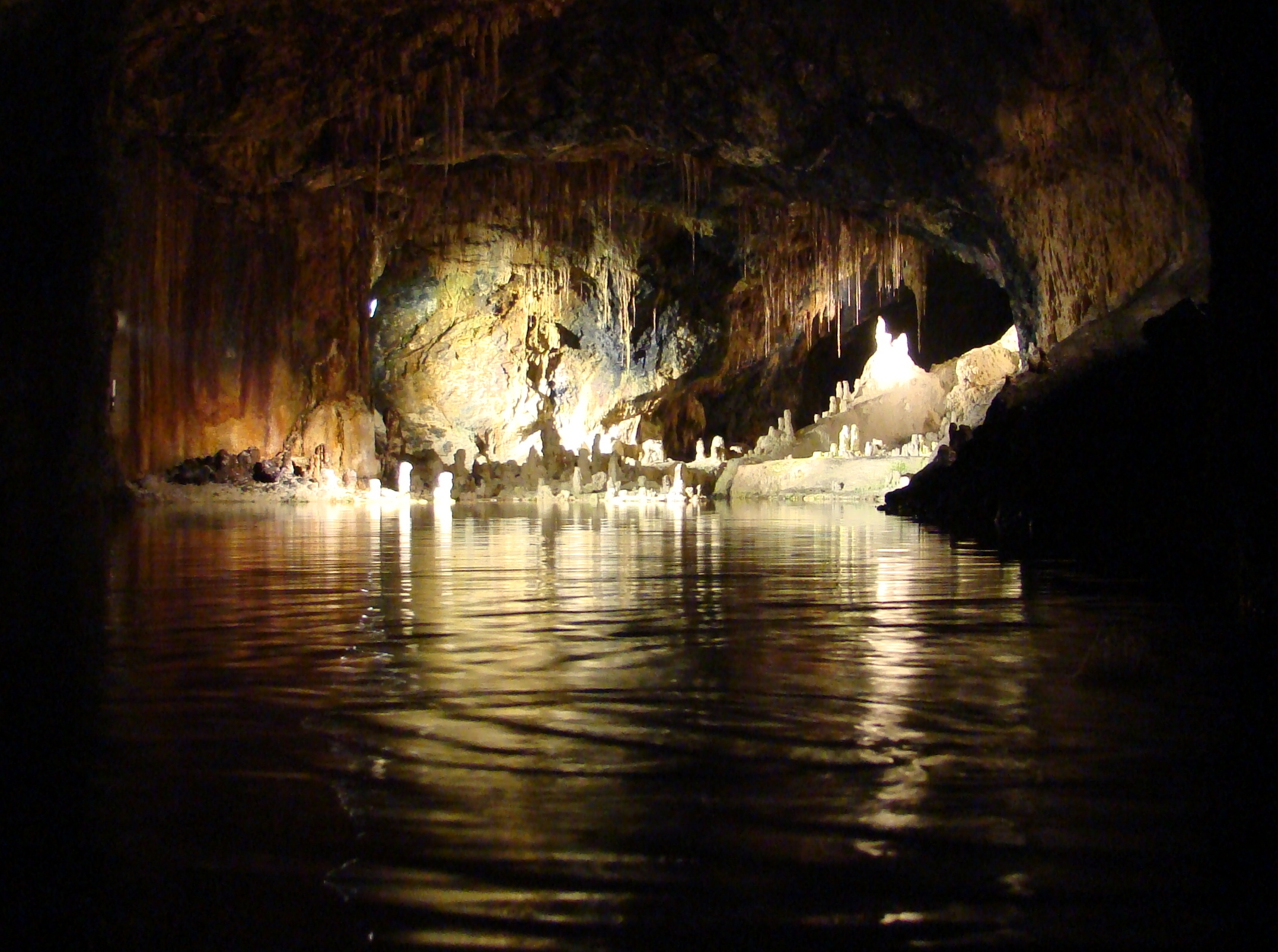
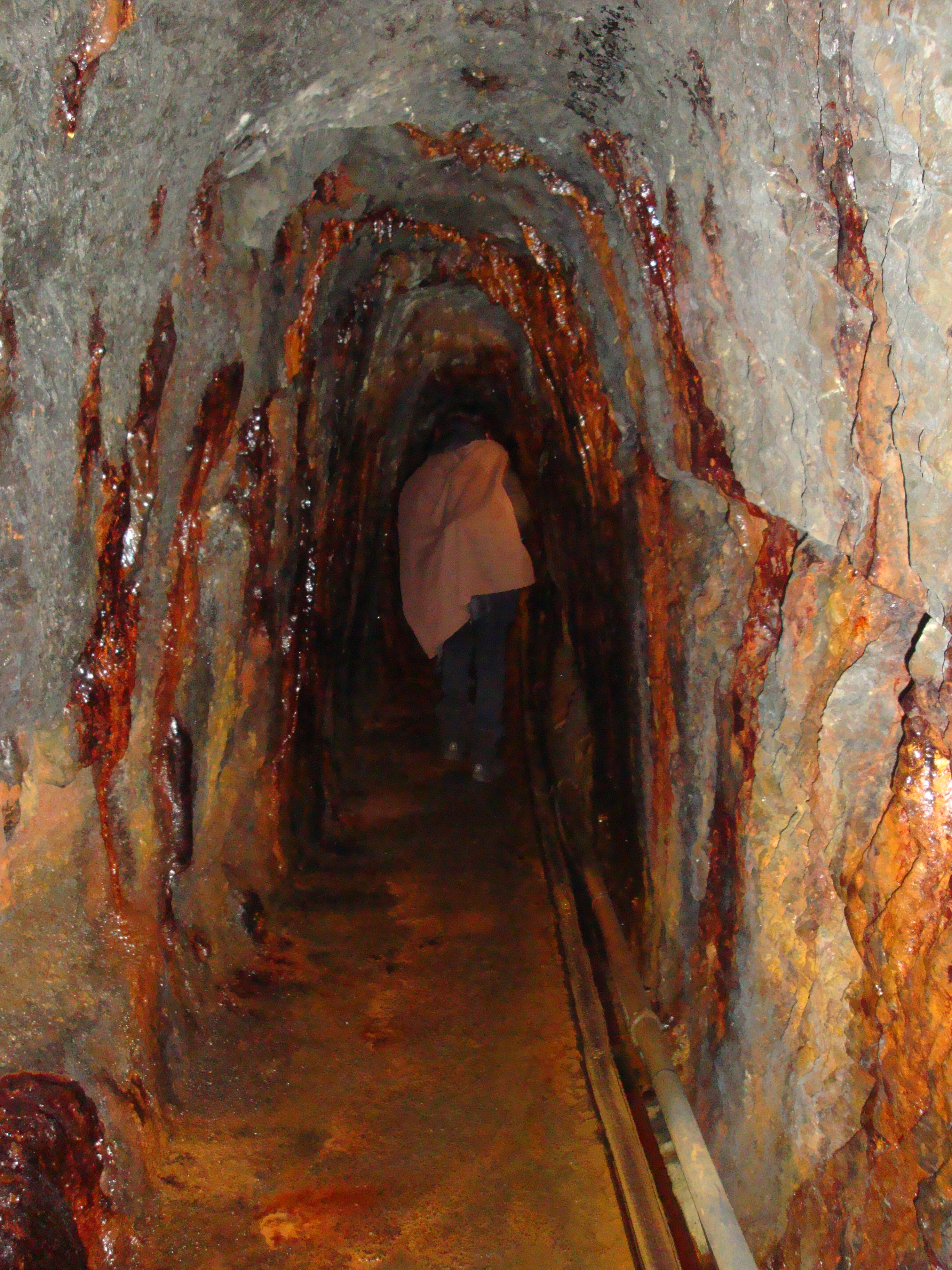
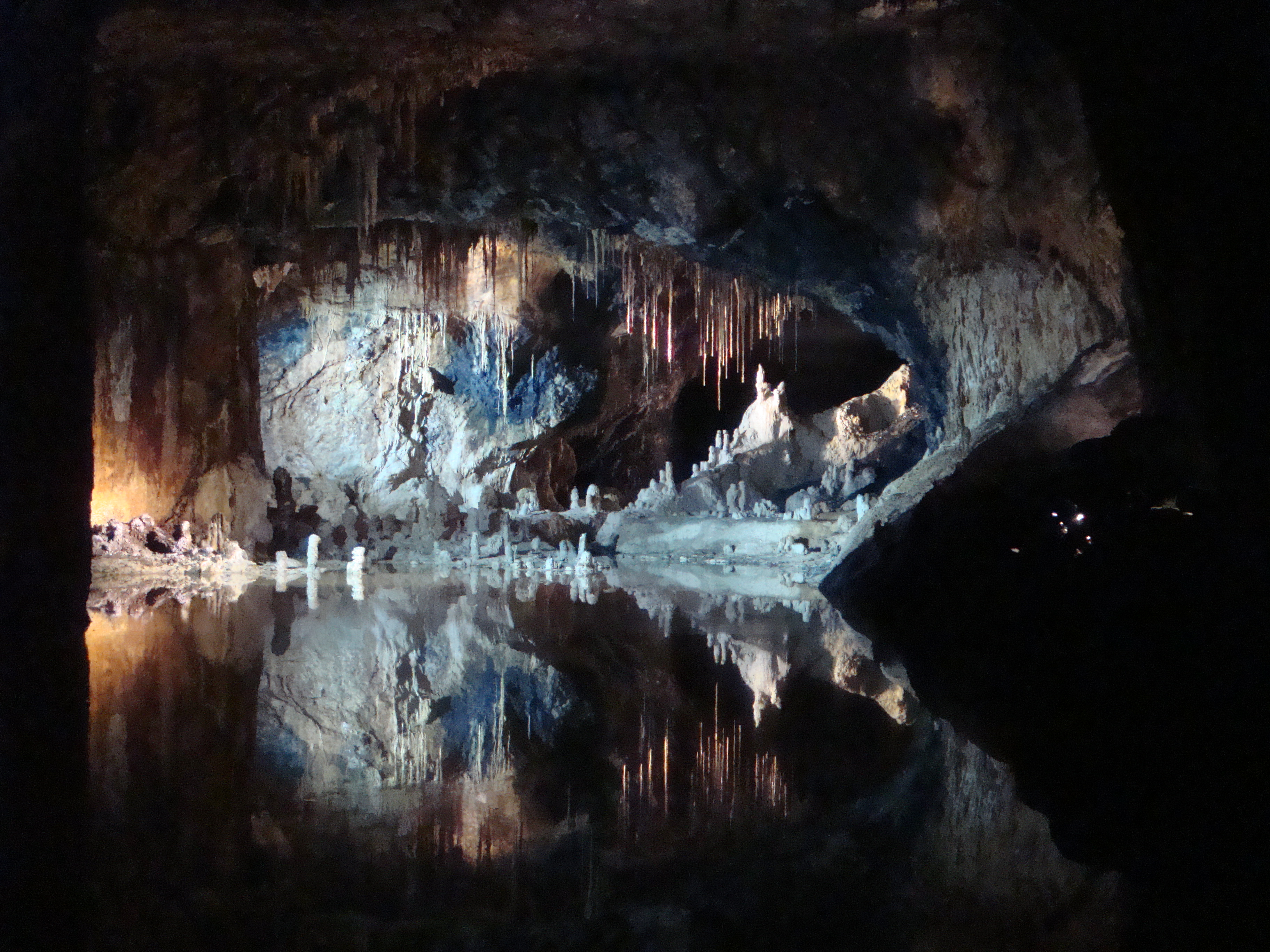

## اقرأ أيضا
- كهف أتا
- كهف شيلات Schillat-Höhle
- كهف هيربست لابيرنتHerbstlabyrinth